# Endomychus atricornis
Endomychus atricornis is een keversoort uit de familie zwamkevers (Endomychidae). De wetenschappelijke naam van de soort werd in 1998 gepubliceerd door Tomaszewska.